# Барановский, Михаил Николаевич
Михаи́л Никола́евич Барано́вский (1847—1912) — российский учёный-артиллерист и педагог, генерал от артиллерии, заслуженный профессор Михайловской военной артиллерийской академии, член  Артиллерийского комитета при Главном артиллерийском управлении.

## Биография
Родился 10 (22) июля 1847 года.
В службу вступил в 1864 году после окончания Владимирского Киевского кадетского корпуса. В 1867 году после окончания Михайловского артиллерийского училища, произведён в  подпоручики и выпущен по полевой пешей артиллерии. В 1869 году произведён в поручики, в 1871 году произведён в штабс-капитаны.
В 1873 году после окончания  Михайловской артиллерийской академии по I разряду произведён в поручики гвардии и назначен репетитором Михайловской артиллерийской академии и Михайловского артиллерийского училища. В 1875 году произведён в штабс-капитаны гвардии.
Участвовал в русско-турецкой войне; находясь в распоряжении начальника артиллерии кавказского военного округа, участвовал во многих боях с турками: в осаде и взятии Карса и других, был награждён орденом Св. Станислава 2-й степени с мечами. 
В 1878 году произведён в капитаны гвардии и назначен штатным преподавателем Михайловского артиллерийского училища. В 1885 году произведён в полковники гвардии с назначением штатным преподавателем и членом Конференции Михайловской артиллерийской академии. Помимо преподавательской деятельности был заведующим обучающимися в академии офицерами и совещательным членом Артиллерийского комитета при Главном артиллерийском управлении. С 1891 года назначен экстраординарным профессором Михайловской артиллерийской академии с оставлением в предыдущих должностях.  В 1895 году  "за отличие по службе" произведён в генерал-майоры и назначен ординарным профессором Михайловской артиллерийской академии с оставлением в предыдущих должностях.
В 1902 году высочайшим приказом получил звание заслуженный ординарный профессор с оставлением в должностях члена Конференции  Михайловской артиллерийской академии и члена Артиллерийского комитета при Главном артиллерийском управлении. В 1903 году произведён в генерал-лейтенанты, в 1906 году в генералы от артиллерии с увольнением в отставку.
Умер 15 (28) августа 1912 года. Похоронен на Новодевичьем кладбище (Средняя часть, между дорожками 3 и 4, уч. 57).

## Награды
Награждён всеми орденами Российской империи вплоть до ордена Святой Анны 1-й степени; дважды был пожалован Монаршим благоволением (1893, 1897 гг.):
- орден Св. Анны 3-й ст. (1874)
- орден Св. Станислава 2-й ст. с мечами (1877)
- орден Св. Анны 2-й ст. (1881)
- орден Св. Владимира 4-й ст. (1883)
- орден Св. Владимира 3-й ст. (1886)
- орден Св. Станислава 1-й ст. (1896)
- орден Св. Анны 1-й ст. (191)